# 同志社大学の人物一覧
同志社大学の人物一覧（どうししゃだいがくのじんぶついちらん）は、同志社大学に関係する人物の一覧記事。

## 歴代総長（学校法人同志社）
（1918年以前は社長）
| 代 | 総長 | 総長         | 在任時期                | 備考 |
| -- | ---- | ------------ | ----------------------- | --- |
| 1  |      | 新島襄       | 1875年11月 - 1890年1月  | 同志社大学の前身、同志社英学校の創立者、校祖 |
| 臨 |      | 山本覚馬     | 1890年1月 - 1892年3月   | 会津藩士、軍事取調役兼大砲頭取、公用人、京都府会初代議長 京都商工会議所会頭、新島襄の義兄                                                                |
| 2  |      | 小崎弘道     | 1892年3月 - 1897年4月   | 日本組合基督教会会長、日本基督教連盟会長 |
| 代 |      | 市原盛宏     | 1894年                  | 朝鮮銀行初代総裁、横浜市長 |
| 臨 |      | 中村栄助     | 1897年4月 - 1897年5月   | 衆議院、京都市会議長、京都鉄道会社理事、京都電燈会社取締役 伏見紡績会社社長、平安紡績会社社長                                                            |
| 3  |      | 横井時雄     | 1897年5月 - 1899年3月   | 逓信省官房長、衆議院議員、横井小楠長男 |
| 臨 |      | 下村孝太郎   | 1899年3月 - 1899年7月   | 臨時名誉社長、工学博士 |
| 4  |      | 西原清東     | 1899年7月 - 1902年3月   | 衆議院議員、アメリカテキサス州開拓日本人移民のパイオニア                                                                                                 |
| 5  |      | 片岡健吉     | 1902年3月 - 1903年10月  | 自由民権運動推進者、衆議院議長 |
| 6  |      | 下村孝太郎   | 1903年10月 - 1906年11月 | 化学工学先駆者、大阪舎密工業（現大阪ガス）代表取締役社長、住友化学設立                                                                                   |
| 臨 |      | 松山高吉     | 1906年11月 - 1907年1月  | 牧師、日本における賛美歌事業の草分け |
| 7  |      | 原田助       | 1907年1月 - 1919年1月   | ハワイ大学東洋学部長、ハワイ大学LLD、エディンバラ大学LLD、アマースト大学LLD                                                                              |
| 臨 |      | 中村栄助     | 1919年1月 - 1920年3月   | 前任者の辞職により臨時総長となる |
| 8  |      | 海老名弾正   | 1920年4月 - 1928年11月  | キリスト教思想家、言論界における重鎮 |
| 臨 |      | 中村栄助     | 1928年11月 - 1929年10月 | 前任者の辞職により臨時総長となる |
| 9  |      | 大工原銀太郎 | 1929年11月 - 1934年3月  | 農学者、九州帝国大学第三代総長 |
| 臨 |      | 中村栄助     | 1934年3月 - 1934年3月   | 前任者の死去により臨時総長となる |
| 10 |      | 湯浅八郎     | 1934年3月 - 1937年12月  | 昆虫学者、国際基督教大学初代総長 |
| 11 |      | 牧野虎次     | 1938年7月 - 1947年3月   | 東京家庭学校校長兼理事長、京都府社会福祉協議会会長、京都府教育委員会委員長 満州鉄道社会課長、内務省嘱託、大阪府社会課嘱託                                |
| 12 |      | 湯浅八郎     | 1947年4月 - 1950年6月   | |
| 13 |      | 大塚節治     | 1950年6月 - 1963年11月  | 神学者 |
| 14 |      | 住谷悦治     | 1963年 - 1975年         | 現代新聞批判、夕刊京都新聞社長、周恩来首相と会談 |
| 15 |      | 上野直蔵     | 1975年 - 1985年         | 大学基準協会会長 |
| 16 |      | 松山義則     | 1985年 - 2001年         | 心理学者 |
| 17 |      | 大谷實       | 2001年 - 2016年         | 刑法学者、司法試験考査委員、法務省人権擁護推進審議会委員、元学長 なお、当代より総長職と理事長職を分離。 理事長は同志社大学神学部名誉教授野本真也である。 |
| 18 |      | 八田英二     | 2017年 - 現職           | 日本高等学校野球連盟会長 |

## 歴代学長
| 代      | 学長 | 学長     | 在任時期                     | 備考 |
| ------- | ---- | -------- | ---------------------------- | ---- |
| 27-31代 |      | 八田英二 | 1998年4月1日 - 2013年3月31日 |      |
| 32代    |      | 村田晃嗣 | 2013年4月1日 - 2016年3月31日 |      |
| 33代    |      | 松岡敬   | 2016年4月1日 - 2020年3月31日 |      |
| 34代    |      | 植木朝子 | 2020年4月1日 - 2024年3月31日 |      |
| 35代    |      | 小原克博 | 2024年4月1日                 |      |

## 学部別の著名教員

### 神学部
- 蘆田慶治（教授）
- 有賀鉄太郎（初代学部長）
- 魚木忠一（学部長）
- 遠藤彰（学部長）
- 高橋虔（学部長、名誉教授）
- 竹中正夫（学部長）
- 土肥昭夫（名誉教授）
- 土居真俊（名誉教授）
- 中田考（教授）
- 野本真也（学部長、名誉教授）
- 橋本滋男（名誉教授）
- 原誠（学部長）
- 樋口和彦（学部長）
- 水谷誠（学部長、学校法人同志社理事長）
- オティス・ケーリ（教授）
- オーテス・ケーリ（教授）
- シドニー・ギューリック（教授）
- ドウェイト・ウィットニー・ラーネッド（教授）

### 文学部
- 上田敏（講師）
- 柳宗悦（講師）
- 井上雅夫（教授）
- 植木朝子（教授）
- 藤井光（准教授）
- 和田琳熊（教授、学長）
- 和田洋一（教授）

### 社会学部
- 佐伯順子（教授）
- 竹内オサム（教授）
- 渡辺武達（教授）
- 浅野健一（教授）
- 石田光男（教授）
- 木原活信（教授）
- 森千香子（教授）
- 板垣竜太（准教授）
- 永田祐（准教授）
- 米田庄太郎（教授）

### 法学部
法科大学院兼任も含む
- 田畑忍（教授、学長）
- 櫛田民蔵（教授、学部長）
- 今中次麿（教授、学部長）
- 中島重（教授）
- 恒藤恭（教授）
- 林要（教授）
- 具島兼三郎（教授）
- 波多野鼎（教授）
- 野村重臣（助教授）
- 戒能通弘（准教授）
- 川崎友巳（教授）
- 川嶋四郎（教授）
- 洲見光男（教授）
- 鈴木絢女（准教授）
- 瀬川晃（教授）
- 森田章（教授）
- 寺田貴（教授）
- 西澤由隆（教授）
- 土田道夫（教授）
- 大矢根聡（教授）
- 村田晃嗣（教授）
- 森裕城（教授）
- 力久昌幸（教授）
- 鷲江義勝（教授）
- 蜷川新（教授）
- 滝本誠一（教授）

### 経済学部
- 鹿野嘉昭（教授、経済学部長）
- 篠原総一（教授）
- 橘木俊詔（教授）
- 落合仁司（教授）
- 八田英二（教授、大学コンソーシアム京都理事長、全日本大学野球連盟会長、日本私立大学連盟副会長）
- 近藤誠一（客員教授）
- 水崎基一（教授）

### 商学部
- 植田宏文（教授）
- 太田進一（教授）
- 佐藤郁哉（教授）
- 冨田健司（准教授）

### 政策学部
- 今川晃（前教授、自治体）
- 太田肇（教授、組織論）
- 月村太郎（教授、国際政治史）
- 中川清（教授、社会保障）

### 文化情報学部
- 狩野博幸（前教授 - 日本近世美術評論家）
- 村上征勝（前教授 - 計量文献学者）
- 山村則男（前教授 - 生物学者）
- 影山太郎（前特別客員教授 - 言語学者）
- 矢野環（教授 - 数学者）

### 理工学部
- 三木光範（教授）

### 生命医科学部
- 渡辺好章（教授）

### スポーツ健康科学部
- 石井好二郎（教授）
- 田阪登紀夫（教授）
- 野村忠宏（客員教授）
- 朝原宣治（サポーティングスタッフ、100m元アジア記録保持者、商学部卒業、総合政策科学研究科修了）
- 早狩実紀（サポーティングスタッフ、3000m障害日本記録保持者、商学部卒業）
- 林敏之（サポーティングスタッフ、元ラグビー日本代表、経済学部卒業）
- 大八木淳史（サポーティングスタッフ、元ラグビー日本代表、商学部卒業、総合政策科学研究科在学中）
- 平尾誠二（サポーティングスタッフ、元ラグビー日本代表、商学部卒業）
- 奥野史子（サポーティングスタッフ、元アーティスティックスイミング選手、商学部卒業、総合政策科学研究科修了）
- 片岡篤史（サポーティングスタッフ、元阪神タイガース選手、元日本ハムファイターズ選手）
- 宮本慎也（サポーティングスタッフ、東京ヤクルトスワローズ内野手）
- 小島伸幸（サポーティングスタッフ、元サッカー日本代表、商学部卒業）
- 中西哲生（サポーティングスタッフ、元サッカー選手、経済学部卒業）

### 心理学部
- 余語真夫（教授）

## 大学院別の著名教員

### 総合政策科学研究科
- 太田進一（教授）
- 林敏彦（教授）

### グローバルスタディーズ研究科
- 岡野八代（教授）
- 加藤千洋（教授）
- 内藤正典（教授）

### 司法研究科
法学部兼任も含む
- 奥田昌道（教授）
- 瀬川晃（教授）
- 西村健一郎（教授）
- 藤倉皓一郎（教授）
- 古田佑紀（教授、現最高裁判所判事）
- 松山隆英（教授、元公正取引委員会事務総長）
- 三井誠（教授）
- 森田章（教授）
- 佐藤嘉彦（教授）
- 占部裕典（教授）

### ビジネス研究科
- 中田哲雄（科長、元通産官僚）
- 浜矩子（教授、エコノミスト）
- 村山裕三（教授）

### 研究センター群
- 宇沢弘文（社会的共通資本研究センター長）

## その他の著名教員

### 同志社英学校
- 山崎為徳（宗教家、神学者）

### 言語文化教育研究センター
- 遠藤徹（教授、作家）
- 油谷幸利（教授、現代朝鮮語）

### 人文科学研究所
- 田中真人（教授）
- 庄司俊作（教授）

### ハリス理化学研究所
- 桝太一（助教　元・日本テレビアナウンサー）

## 名誉教授
- 岩倉具実（言語学）
- 大塚節治
- 岡仁詩
- 斎藤勇（英文学）
- 笠井昌昭（歴史学）
- 住谷悦治（経済学）
- 森浩一（考古学）
- 土橋寛（国文学）

## フェロー
- 加地伸行

## 名誉学位
- 井深八重（聖十字勲章、ナイチンゲール記章受章）
- 江崎玲於奈（物理学者、ノーベル物理学賞受賞、同志社中学校卒）
- 大塚節治（名誉神学博士、同志社大学学長、同志社理事長、同志社13代総長、勲二等瑞宝章受章、京都市名誉市民）
- 緒方貞子（名誉博士、前国連難民高等弁務官）
- 黒岩重吾（名誉文化博士、法学部卒、小説家）
- 清水安三（名誉神学博士、神学部卒、同大学講師、桜美林学園創立者、善行金賞、紺綬褒章）
- 千宗室（茶道裏千家家元）
- 土井多賀子（名誉文化博士、衆議院議員（12期）、衆議院議長（第59代）、社会民主党党首（第2代）、日本社会党委員長（第10代））
- 松下幸之助（松下電器産業創業者）
- ジョセフ・E・スティグリッツ（名誉文化博士、ノーベル経済学賞受賞、コロンビア大学教授）
- フランシス・フクヤマ

## 出身者
学部別の出身者については同志社大学文学部、同志社大学法学部、同志社大学経済学部、同志社大学理工学部などを参照のこと。

### 政治家

#### 現職国会議員
- 小寺裕雄（自由民主党 衆議院議員、元内閣府大臣政務官、文学部卒）
- 岡野純子 (国民民主党 衆議院議員、文学部卒）
- 尾辻かな子（立憲民主党衆議院議員、商学部卒）
- 守島正（日本維新の会 衆議院議員、元大阪維新の会政調会長、商学部卒）
- 田村麻美（国民民主党 参議院議員、神学部卒）
- 百田尚樹（日本保守党 参議院議員、法学部中退）
- 平岩征樹 (国民民主党 衆議院議員、文学部卒）
- 福山哲郎（立憲民主党 参議院議員、元立憲民主党幹事長、元内閣官房副長官、元外務副大臣、法学部卒）
- 森本真治（立憲民主党 参議院議員、文学部卒）
- 吉川沙織（立憲民主党 参議院議員、文学部卒、総合政策科学研究科修了）
- 斎藤アレックス（日本維新の会 衆議院議員、経済学部卒）

#### 元職国会議員
- 安部磯雄（衆議院議員、社会民衆党・社会大衆党初代委員長）
- 石坂豊一（衆議院議員、参議院議員、富山市長）
- 石田芳弘（衆議院議員、元愛知県犬山市長、商学部卒）
- 井上一成（衆議院議員、元郵政大臣、元大阪府摂津市長、経済学部卒）
- 内田康哉（内閣総理大臣臨時、外務大臣、英学校中退）
- 奥村悦造（参議院議員、滋賀県副知事、高商卒）
- 加藤小太郎（衆議院議員、京都市助役、実業家）
- 神谷卓男（衆議院議員）
- 笹野貞子（衆議院議員、元民主改革連合代表、院法修了）
- 末広まきこ（参議院議員、文学部卒）
- 菅原喜重郎（参議院議員、神学部卒）
- 田島一成（衆議院議員、元環境副大臣、大学院修了）
- 田中喜代松（衆議院議員、元旭川区会議長）
- 田端正広（衆議院議員、元総務副大臣、経済学部卒）
- 谷村啓介（衆議院議員、元岡山県議会議員）
- 玉置一弥（参議院議員、衆議院議員、法学部卒）
- 樽井良和（衆議院議員、参議院議員、経済学部中退）
- 土井たか子（衆議院議員、元日本社会党委員長、元社民党党首、元衆議院議長（女性初）、法学部卒、院法修了）
- 中村鋭一（衆議院議員・参議院議員、商学部卒）
- 東中光雄（衆議院議員、弁護士）
- 万代嘉平治（衆議院議員）
- 村井宗明（衆議院議員、元文部科学大臣政務官、法学部卒）
- 森岡正宏（衆議院議員、元厚生労働大臣政務官、経済学部卒）
- 山口富男（衆議院議員、元日本共産党中央委員会付属社会科学研究所副所長、文学部卒）
- 山本和嘉子（衆議院議員、文学部卒）
- 吉田法晴（衆議院議員、参議院議員、元福岡県北九州市長、法学部卒）

#### 市町村長
- 堀井敬太（北海道伊達市長、大学院修了）
- 金澤俊（北海道苫小牧市長）
- 長谷部誠（秋田県由利本荘市長、経済学部卒）
- 松丸修久（茨城県守谷市長、経済学部卒）
- 池澤隆史（東京都西東京市長、法学部卒）
- 阿部行蔵（元東京都立川市長、神学部卒）
- 和田愼司（石川県小松市長、経済学部卒）
- 森之嗣（福井県あわら市長、商学部卒）
- 中野直輝（元愛知県小牧市長、法学部卒）
- 佐藤保（元愛知県豊田市長、高商卒）
- 山脇実（元愛知県豊川市長、経済学部卒）
- 下江洋行（愛知県新城市長、法学部卒）
- 北川裕之（三重県名張市長、法学部卒）
- 小椋正清（滋賀県東近江市長、法学部卒）
- 山仲善彰（滋賀県野洲市長）
- 佐藤健司（滋賀県大津市長、法学部卒）
- 平松邦夫（元大阪府大阪市長（第18代目）、元毎日放送アナウンサー、法学部卒）
- 千代松大耕（大阪府泉佐野市長、経済学部卒）
- 阪口伸六（大阪府高石市長、経済学部卒）
- 信貴芳則（元大阪府岸和田市長、商学部卒）
- 中小路健吾（京都府長岡京市長、法学部卒）
- 上村崇（京都府京田辺市長、大学院修了）
- 堀口文昭（京都府八幡市長、法学部卒）
- 佐々木稔納（元京都府南丹市長、法学部卒）
- 蒲田保（元京都府丹後町長、高商卒）
- 木本源吉（元奈良県奈良市長）
- 福岡憲宏（奈良県香芝市長、経済学部卒）
- 越田謙治郎（兵庫県川西市長、法学部卒）
- 猿丸吉左衛門（元兵庫県芦屋市長、法学部卒）
- 石橋為之助（元兵庫県神戸市長）
- 片山象三（兵庫県西脇市長、商学部卒）
- 丸谷聡子（兵庫県明石市長、大学院修了）
- 渡邊行雄（元岡山県倉敷市長、経済学部卒）
- 立石定夫（元広島県福山市長、法学部卒）
- 牧本幹男（元広島県福山市長、商学部卒）
- 伊藤和貴（山口県山口市長、法学部卒）
- 谷口太一郎（元佐賀県嬉野市長）
- 三河明史（大分県国東市長、法学部卒）
- 永松悟（大分県杵築市長、法学部卒）
- 首藤勝次（大分県竹田市長、元大分県議会議員、工学部中退）

#### 政治運動家
- 魚谷哲央（保守系政治運動家、維新政党・新風 元代表、現組織委員長）
- 高畠素之（社会思想家、社会運動家）
- 藤本敏夫（運動家、全学連委員長、加藤登紀子の夫、文学部中退）
- 山川均（社会主義者、思想家、評論家、旧制中学中退）

#### その他政治家
- 松平容大（貴族院議員、子爵、斗南藩知事）
- 江村理紗（京都市会議員、地域政党京都党代表）
- 森かれん（京都市会議員、地域政党京都党政務調査会長）
- 朴忠勲（大韓民国大統領代行、高商卒）

### 経済
金融
- 深井英五 - 日本銀行元総裁、貴族院議員
- 市原盛宏 - 朝鮮銀行初代総裁、横浜市長
- 小野英二郎 - 日本興業銀行元総裁、英学校中退
- 巽悟朗 - 光世証券創業者、大阪証券取引所元社長、経済学部卒
- 恩地祥光 - レコフ会長、法学部卒
- 宮井芳行 - 元ジャパンネット銀行社長、経済学部卒
- 森田敏夫 - 野村證券社長、日本証券業協会会長、商学部卒
- 近藤雄一郎 - SMBC日興証券社長、商学部卒
- 森本弘道 - 山口フィナンシャルグループ元会長、もみじ銀行元頭取
- 園田正和 - 兵庫信用金庫名誉会長、元理事長
- 広岡久右衛門 - 大同生命元社長、加島屋久右衛門家第10代当主
- 秋元満 - 京都銀行頭取、経済学部卒
- 井上達也 - 京都信用金庫理事長、会長、経済学部卒
- 粂田猛 - 京都信用金庫理事長、経済学部卒

製造業
- 飯村幸生 - 東芝機械会長CEO、日本工作機械工業会会長
- 井筒雄三 - 日本電気硝子元社長、元会長、ガラス産業連合会元副会長
- 井上雅宏 - ダイハツ工業社長、大阪職業能力開発協会副会長
- 角倉護 - カネカ元社長、日本ソーダ工業会元会長、塩ビ工業・環境協会元会長
- 高下貞二 - 積水化学工業社長、日本化学工業協会副会長
- 小椋昭夫 - バンドー化学元社長
- 北井啓之 - ダイキン工業元社長
- 井上礼之 - ダイキン工業会長、元社長、元関西経済同友会代表幹事、関西フィルハーモニー管弦楽団理事長
- 魚谷雅彦 - 資生堂社長、日本コカ・コーラ元社長、元会長、経団連審議員会副議長、文学部卒
- 島田和幸 - ファンケル社長CEO
- 吉田嘉明 - DHC創業者、会長兼CEO、CROSS FM会長
- 桐山一憲 - P&Gジャパン元社長、シニアエグゼクティブオフィサー兼プレジデント（アジア担当）、商学部卒
- 太田義勝 - コニカミノルタホールディングス元社長
- 菖蒲田清孝 - マツダ会長、工学部卒
- 内田誠 - 日産自動車社長兼CEO、日本自動車工業会副会長
- 渡邉義章 - 日産車体元社長、日本自動車車体工業会元会長
- 佐藤和弘 - ジェイテクト社長
- 藤原清志 - マツダ元副社長
- 森博嗣 - NTN社長
- 清水隆史 - TOYO TIRE社長、日本自動車タイヤ協会会長、タイヤ公正取引協議会会長
- 齋藤昇 - TDK社長、法学部卒
- 井植敏 - 三洋電機元会長兼CEO、元社長、工学部卒
- 村田恒夫 - 村田製作所会長、経済学部卒
- 中島規巨 - 村田製作所社長、工学部卒
- 西口泰夫 - 京セラ元社長 大学院博士課程修了
- 山口悟郎 - 京セラ社長、日本ファインセラミックス協会会長、太陽光発電協会代表理事
- 立石義雄 - オムロン元社長、日本商工会議所元副会頭、国際高等研究所元理事長、日本国際貿易促進協会元副会長、経済学部卒
- 立石信雄 - オムロン元会長、文学部卒
- 山田義仁 - オムロン社長、経済学部卒
- 中山賢一 - 小松マテーレ元会長兼社長、日本染色協会元会長、石川県染色工業協同組合元理事長
- 安原弘展 - ワコールホールディングス社長、商学部卒
- 岩崎隆 - ノリタケカンパニーリミテド元社長、経済学部卒
- 高橋義行 - アシックス社長、商学部卒
- 高山俊隆 - 三和シヤッター工業元社長、会長、商学部中退

食品
- 西井孝明 - 味の素社長、文学部卒
- 伊藤滋 - マルハニチロ社長、経済学部卒
- 貴納順二 - プリマハム元社長、大阪市元代表監査委員、経済学部卒
- 首藤由憲 - キリンビバレッジ元社長、商学部卒
- 嶋雅二 - J-オイルミルズ元社長、日本植物油協会元会長、経済学部卒
- 藤井良清 ‐ 日本ハム元社長
- 本庄正則 - 伊藤園創業者、中退
- 横山清 - メルシャン社長、法学部卒
- 大倉敬一 - 月桂冠元社長
- 大宮隆 - 寶酒造元社長、法学部卒
- 大宮久 - 寶酒造元社長、商学部卒
- 小瀬昉 - ハウス食品元社長、商学部卒

インフラ
- 郷誠之助 - 東京電燈会長、日本商工会議所会頭・日本経済聯盟会（現日本経済団体連合会）会長、東京株式取引所理事長、英学校中退
- 岡本桜 - 東邦ガス元社長
- 鳴坂健二 - 山陽電気鉄道元社長
- 酒見俊夫 - 西部ガスホールディングス会長、日本ガス協会副会長、経済学部卒
- 川勝泰司 - 南海電気鉄道元会長
- 大北一夫 - 昭和シェル石油元社長

商社・流通・不動産
- 貸谷伊知郎 - 豊田通商社長、日本貿易会副会長、経済学部卒
- 渋谷誠 - ベッセル会長、ベッセルホテル開発会長、商学部卒
- 武山栄造 - 豊田通商元社長、元会長、経済学部卒
- 尾崎睦 - 上組会長兼CEO、商学部卒
- 湯浅康平 - 中央倉庫社長、京都倉庫協会会長
- 吉本晴彦 - 大阪マルビル元会長、経済学部卒
- 田中辰郎 - 髙島屋元社長、文学部卒
- 秋田拓士 - 近鉄百貨店社長、文学部卒
- 中牟田栄蔵 -  岩田屋社長、経済学部卒
- 河合映治 - セリア社長
- 夏原平和 - 平和堂社長、日本チェーンストア協会副会長、法学部卒
- 橘高隆哉 - サンクスアンドアソシエイツ（現ファミリーマート）元社長
- 竹本成徳 - 日本生活協同組合連合会元会長、コープこうべ元理事長
- 吉浦勝博 - 東急ハンズ元社長
- 中川清貴 - 丸善CHIホールディングス社長、丸善ジュンク堂書店社長
- 増田宗昭 - カルチュア・コンビニエンス・クラブ創業者、社長、経済学部卒
- 山岸忍 - プレサンスコーポレーション創業者
- 小笹公也 - オンテックス創業者・社長
- 宮下弘 - 全国農業協同組合連合会元理事長
- 田島淳滋 - リデア創業者・元社長
- 堤智章 - 元藤久社長、元エイボン・プロダクツ社長

外食
- 小嶋淳司 - がんこフードサービス創業者、会長、元日本フードサービス協会会長、元関西経済同友会代表幹事
- 飯田望 - ジョリーパスタ元社長、文学部卒
- 綱嶋耕二 - サンマルクホールディングス社長
- 竹村典彦 - プロントコーポレーション社長

情報通信
- 植野伸一 - ADKホールディングス社長、商学部卒
- 宮坂学 - ヤフー社長、東京都副知事、経済学部卒
- 横田雅文 - 関西テレビ放送会長
- 片岡正志 - 関西テレビ放送元社長、相談役、法学部卒
- 河内一友 - 毎日放送社長、文学部卒
- 夏目和良 - 中部日本放送元社長、CBCテレビ元社長
- 安保正敏 - 東海テレビ放送元社長
- 弓場季彦 - 奈良テレビ放送元社長
- 中井猛 - スペースシャワーネットワーク元社長、ヒップランドミュージック創業者
- 林裕章 - 吉本興業元会長、商学部卒
- 馬場恒吾 - 読売新聞社元社長、日本新聞協会元会長、神学校中退
- 大島寅夫 - 中日新聞社元社長、法学部卒
- 野村栄太郎 -  京都新聞社元社長、商学部卒
- 山本泰夫 - 産経新聞出版社長
- 中部嘉人 - 文藝春秋社長、文学部卒
- 今西紘史 - 任天堂元広報部長、現顧問
- 石村繁一 - ナムコ元社長、工学部卒
- 小池聰行 - オリコン創業者、文学部卒
- 中川勝博 - 元ITX会長、元ビッグローブ会長兼社長
- 倉橋健太 - プレイド創業者・CEO
- 加太孝明 - ロボット社長
- 葛城嘉紀 - Nadia社長
- 丹下大 - SHIFT創業者・社長
- 高城幸司 - セレブレイン社長
- 比木武 - Welby創業者・代表取締役、元メドピアCOO
- 辻本秀幸 - ヴァリューズ社長、マクロミル元社長、工学部卒
- 相浦明 - オービック社長、文学部卒

その他
- 大久保昇 - 日本漢字能力検定協会設立者
- 加藤隆生 - SCRAP社長、「リアル脱出ゲーム」
- 木村昌平 - セコム元会長・社長
- 今村純二 - 北海道日本ハムファイターズ元会長・社長
- 前川重信 - 日本新薬会長・元社長、京都経営者協会会長
- 松島正昭 - マツシマホールディングス代表取締役会長、馬主
- 松島悠衣 - インゼルレーシング代表取締役
- 立木貞昭 - 京進元会長・社長

### 研究
人文学
- 相羽秋夫（演芸評論家、大阪芸術大学教授、法学部卒）
- 赤楚治之（英語言語学者、名古屋学院大学学長）
- 足利惇氏（インド学、イラン学、元京都大学教授、東海大学学長、文学部卒）
- 天野哲也（歴史学者、北海道大学名誉教授）
- 有賀鉄太郎（教会史・教理史学者、京都大学名誉教授、神戸女学院長）
- 今尾哲也（近世演劇研究者、玉川大学名誉教授）
- 岩間伸之（社会福祉学、大阪市立大学准教授）
- 梅原末治（考古学者、京都大学名誉教授）
- 楳垣実（比較語学、同志社大学・和歌山大学・帝塚山学院短期大学・関西外国語大学元教授、文学部卒）
- 大塩まゆみ（社会福祉学、福井県立大学看護福祉学部教授、文学部卒）
- 大和田俊之（アメリカ文学者、慶應義塾大学教授）
- 岡田忠克（社会福祉学者、関西大学教授）
- 大西祝（哲学者、早稲田大学教授、英学校卒）
- 小原克博（神学者、同志社大学教授）
- 朧谷寿（歴史学者、同志社女子大学名誉教授、京都府文化功労賞、文化史学専攻卒業）
- 金関寿夫（アメリカ文学、東京都立大学名誉教授、文学部卒）
- 加茂正典（歴史学者・神道学者、皇學館大学文学部神道学科特別教授、文学部卒）
- 岸本能武太（宗教学者、早稲田大学教授、英学校卒）
- 木下長宏（美術史学者、横浜国立大学名誉教授）
- 児玉実英（比較文学、広島女学院大学教授、元同志社女子大学長、同志社女子大学名誉教授、文学部卒）
- 佐伯真一（青山学院大学文学部日本文学科教授、文化学科国文学専攻卒）
- 斎藤偕子（アメリカ演劇学者、慶應義塾大学名誉教授）
- 椹木野衣（美術評論家、多摩美術大学教授、文学部卒）
- 塩野和夫（宗教学、西南学院大学国際文化学部教授、経済学部卒）
- 白石太一郎（考古学者、元奈良大学教授、国立歴史民俗博物館名誉教授、大阪府立近つ飛鳥博物館館長）
- 高橋昌明（歴史学者、神戸大学名誉教授）
- 竹村和久（心理学者、早稲田大学教授）
- 永井正勝（エジプト語学者、東京大学特任准教授）
- 中川明才（哲学者、同志社大学教授）
- 中河伸俊（社会学者、関西大学名誉教授）
- 橋本福夫（アメリカ文学、青山学院大学元教授、サリンジャーの翻訳、文学部卒）
- 蜂矢真郷（国語学者、大阪大学名誉教授）
- 服部民夫（社会学者、東アジア経済学、東京大学名誉教授、元現代韓国朝鮮学会会長、文学部卒）
- 原田敬一（アメリカ文学、千葉大学名誉教授、文学部卒）
- 藤井俊博（国語学者、同志社大学教授、表現学会代表理事、金田一京助博士記念賞、文学部卒）
- 藤本昌代（社会学者、同志社大学教授）
- 北条かや（社会学者、フリーライター）
- 松田和憲（神学者、関東学院学院長、関東学院六浦小学校校長）
- 松葉祥一（哲学者、神戸市看護大学教授、文学部卒）
- 三塚武男（社会福祉学者、同志社大学名誉教授）
- 村上直次郎（歴史学者、東京外国語学校校長、東京音楽学校校長、上智大学第4代学長、英学校卒）
- 室田保夫（社会福祉学者、関西学院大学名誉教授）
- 村瀬学（児童文化研究者、作家、同志社女子大学教授、文学部卒）
- 森浩一（考古学者、同志社大学名誉教授、文学部卒）
- 森本達雄（インド学者、名城大学名誉教授）
- 門奈直樹（社会学者、立教大学名誉教授、文学部卒）
- 山崎信三（スペイン文学者、元立命館大学教授）
- 山崎為徳（宗教家、神学者、第1回卒業生であり、最初の日本人教師・幹事の一人として草創期の同志社に貢献、英学校卒）
- 渡辺武達（メディア学者、同志社大学教授）

法・政治学
- 家正治（法学者、神戸市外国語大学名誉教授）
- 家近良樹（日本近代政治史学者、大阪経済大学経済学部教授、文学部卒）
- 浮田和民（法学者、早稲田大学名誉教授、早稲田大学高等師範部長、英学校卒）
- 大谷實（法学者、同志社総長、元同志社大学学長、法学部卒）
- 金山直樹（法学者、慶應義塾大学大学院法務研究科教授、法学部卒、法学研究科修了）
- 杉江栄一（国際政治学者、中京大学名誉教授）
- 瀬川晃（刑法学者、同志社大学教授）
- 十河太朗（刑法学者、同志社大学教授）
- 田畑忍（憲法学者、政治学者、同志社大学名誉教授、元同志社大学学長）
- 中村登志哉（政治学者、名古屋大学教授、グローバル・ガバナンス学会会長、法学部卒）
- 野林健（政治学者、一橋大学名誉教授、経済学部卒）
- 中谷猛（政治学者、立命館大学名誉教授）
- 馬場伸也（国際政治学者、元大阪大学教授、法学部卒）
- 久塚純一（社会保障法、早稲田大学教授）
- 藤岡一郎（法学者、京都産業大学元学長、京都産業大学名誉教授）
- 藤倉皓一郎（英米法学者、東京大学名誉教授、法学部卒）
- 松波仁一郎（法学者、東京帝国大学教授、英学校卒）
- 松林哲也（政治学者、大阪大学栄誉教授、日本学術振興会賞、日経・経済図書文化賞）
- 森本益之（法学者、元摂南大学長、大阪大学名誉教授）
- 若月秀和（政治学者、北海学園大学准教授、法学部卒）

経済・経営学
- 安部磯雄（社会主義者、早稲田大学教授、早稲田大学野球部創設者『日本野球の父』、英学校卒）
- 阿部賢一（経済学者、早稲田大学第8代総長、普通学校卒）
- 井尻雄士（会計学者、カーネギー・メロン大学教授、元アメリカ会計学会会長、短期大学部卒）
- 伊藤健市（経営学者、関西大学教授）
- 井上良二（会計学者、青山学院大学元教授）
- 奥田宏司（経済学者、立命館大学国際関係学部教授、経済学部卒）
- 加藤峰弘（経済学者、金沢大学准教授、経済学部卒）
- 角田修一（経済学者、立命館大学教授）
- 兼子良夫（経済学者、神奈川大学長）
- 金田弘光（経済学者、カリフォルニア大学デービス校名誉教授）
- 草野真樹（会計学者、京都大学教授、商学部卒）
- 榊原胖夫（経済学者、同志社大学名誉教授、日本アメリカ学会元会長）
- 佐藤隆広（経済学者、神戸大学経済経営研究所教授）
- 鹿野嘉昭（経済学者、同志社大学教授）
- 清水耕一（経済学者、岡山大学名誉教授）
- 田中隆雄（会計学者、青山学院大学教授、日本管理会計学会会長）
- 高橋青天（経済学者、明治学院大学名誉教授）
- 高橋望（交通経済学者、関西大学教授、商学部卒）
- 玉木俊明（経済学者、京都産業大学助教授）
- 仲田正機（経済学者、立命館大学名誉教授）
- 長田貴仁（経営評論家、神戸大学准教授、文学部卒）
- 朴一（経済学者、大阪市立大学教授、商学部卒）
- 八田英二（経済学者、同志社大学教授、元同志社大学学長、日本私立大学連盟副会長）
- 広田真一（経済学者、早稲田大学商学学術院教授、経済学部卒）
- 松本益弘（観光学者、元北海学園北見大学教授、商学部卒）
- 松好貞夫（経済史学者、東京都立大学名誉教授）
- 三和裕美子（経営学者、明治大学教授、エーザイ取締役、ピジョン取締役）
- 武蔵武彦（経済学者、千葉大学名誉教授）
- 諸富徹（経済学者、京都大学大学院教授、経済学部卒）
- 山崎敏夫（経済史学者、立命館大学教授）
- 山本昌弘（会計学者、明治大学教授）
- 吉田和夫（経営学者、関西学院大学名誉教授）
- 渡辺峻（経営学者、立命館大学名誉教授）

教育学
- 荒木寿友（教育学者、立命館大学教授）
- 岡田昭人（教育学者、東京外国語大学教授）
- 林泰成（教育学者、上越教育大学学長）
- 藤井千春（教育学者、早稲田大学教授）
- 松浦良充（教育学者、慶應義塾常任理事、日本教育学会副会長）

心理学
- 倉戸ヨシヤ（心理学者、大阪市立大学名誉教授、元日本人間性心理学会理事長、文学部卒）
- 元良勇次郎（日本最初の心理学者、日本における近代心理学の祖、東京帝国大学教授）
- 鈴木直人（心理学者、同志社大学教授、文学研究科修了）
- 荘厳舜哉（心理学者、元京都光華女子大学教授。日本感情心理学会理事長）
- 中島力造（倫理学者、東京帝国大学教授）
- 樋口和彦（宗教心理学者、同志社大学名誉教授、京都文教大学元学長）
- 松本亦太郎（心理学者、東京帝国大学教授、英学校卒）
- 矢谷暢一郎（心理学者、ニューヨーク州立大学教授）

自然科学
- 雨谷昭弘（電気工学社、モントリオール理工科大学教授、元電気学会副会長、米国電気電子学会名誉会員）
- 大島隆義（素粒子物理学者、名古屋大学教授、工学部卒）
- 大日康史（国立感染症研究所主任研究官、経済学部卒）
- 大向一輝（情報工学者、東京大学准教授、工学部卒）
- 岡畑恵雄（工学者、東京工業大学フロンティア創造共同研究センター教授、工学部卒）
- 加藤与五郎（科学者、東京工業大学名誉教授、フェライトの父、同志社ハリス理科学校卒業）
- 岸田綱太郎（京都府立医科大学名誉教授、ラブレ乳酸菌の発見）
- 五島清太郎（動物学者、東京帝国大学教授、英学校、東京帝大卒）
- 鈴木達治（科学者、教育者、横浜高等工業学校（現・横浜国立大学）初代校長、同志社ハリス理科学校卒）
- 高橋和利（生命科学者、京都大学iPS細胞研究所准教授、工学部卒）
- 中野雅至（兵庫県立大学大学院応用情報科学研究科准教授、文学部卒）
- 羽曾部卓（化学者、慶應義塾大学教授、工学部卒）
- 松岡敬（工学者、元同志社大学学長、同志社校友会会長、工学部卒）
- 三宅驥一（植物学者、東京帝国大学教授、同志社ハリス理科学校卒）
- 湯浅八郎（昆虫学者、国際基督教大学初代総長、普通学校卒）
- 山崎舜平（半導体エネルギー研究所社長、工学博士、研究者）
- 山本哲彦（工学者、元琉球大学教授、工学研究科修了）

### 法曹
- 佐藤嘉彦（元高裁判事、前同志社大学大学院法務研究科長）
- 古谷伸彦（長野地方検察庁検事正、元京都地方検察庁特別刑事部長）
- 井藤公量（弁護士、岡山大学大学院法務研究科教授）
- 中坊公平（元弁護士、元日本弁護士連合会会長）
- 赤堀順一郎（弁護士、法学部卒）
- 冨宅恵（弁護士、弁理士、スター綜合法律事務所パートナー）

### 行政
- 新田章文（内閣総理大臣秘書官）
- 楠本祐一（掌典長、元在ポーランド大使、法学部卒）
- 広瀬哲樹（在ブルネイ大使、元外務省経済協力局審議官、経済学研究科修了）
- 山元毅（在ペルー大使、元在グアテマラ大使、元東京都政策企画局外務長、法学部卒）
- 黒木大輔（在マリ共和国大使、元外務省専門機関室長、経済学部卒）
- 森田祐司（会計検査院長、経済学部卒）
- 伊藤伸（構想日本総括ディレクター、元内閣府行政刷新会議事務局参事官）
- 平川理恵（広島県教育委員会教育長、教育者）

### 宗教
- 奥村多喜衛（牧師、教育家、マキキ聖城教会を創設）
- 大石誠之助（キリスト者、社会主義者、医師、幸徳事件（大逆事件）で処刑された12名の1人）
- 柏木義円（日本組合基督教会牧師）
- 片桐清治（牧師、日本組合基督教会の東北地方の重鎮、英学校卒）
- 金森通倫（牧師、平和活動家、石破茂衆議院議員の曽祖父）
- 二宮邦次郎（牧師、松山女学校（現・松山東雲学園）設立）
- 清水安三（宗教家、桜美林学園創立者）
- 深見東州（宗教家、新宗教団体ワールドメイト代表、みすず学苑学苑長、たちばな出版代表取締役社長。在福岡カンボジア名誉領事。経済学部卒）
- 堀江有里（牧師、立命館大学非常勤講師）
- 山室軍平（宗教家、日本救世軍創設、日本人の初代司令官）

### 文学
- 芦辺拓（推理作家、法学部卒）
- 天野礼子（アウトドアライター、文学部卒）
- 有明夏夫（小説家、直木賞受賞、工学部中退）
- 有栖川有栖（推理作家、法学部卒）
- 生田武志（文芸評論家、文学部卒）
- 石井登志子（翻訳家）
- 今江祥智（児童文学作家、文学部卒）
- 上田誠（劇作家・脚本家・演出家、ヨーロッパ企画主宰、工学部中退）
- 上野瞭（児童文学作家・評論家、文学部卒）
- 梅内美華子（歌人、文学部卒）
- 宇山日出臣（講談社編集者）
- 遠藤明範（脚本家、文学部卒）
- 大崎知仁（小説家、吉本新喜劇の脚本家）
- 岡田貴久子（児童文学作家）
- 岡本好古（歴史小説家、文学部中退）
- 小津夜景（俳人）
- 加地尚武（作家、経済学部卒）
- 梶本惠美（脚本家、文学部卒）
- 門井慶喜（作家、直木賞受賞、文学部卒）
- 神狛しず（作家、神学部卒）
- 上林猷夫（詩人、高商卒）
- 桐山桂一（ノンフィクション作家、文学部卒）
- 国松俊英（児童文学家、商学部卒）
- 黒岩重吾（小説家、直木賞受賞、法学部卒）
- 黒崎緑（推理作家、文学部卒）
- 黒川創（小説家、文芸評論家、文学部卒）
- 小手鞠るい（小説家、詩人）
- 小寺和久（脚本家、経済学部卒）
- 佐岐えりぬ（詩人、エッセイスト）
- 桜井鈴茂（小説家）
- 佐々木幹郎（詩人）
- 佐藤優（作家、元外交官、神学部卒）
- 佐野徹夜（ライトノベル作家、小説家）
- 澤田瞳子（作家、直木賞受賞、文学部卒）
- 重森孝子（脚本家）
- 清水昶（詩人、法学部卒）
- 正津勉（詩人、文学部卒）
- 鈴木哲也（劇作家）
- 清水アリカ（小説家）
- 高野澄（作家）
- 高柳誠（詩人）
- 田口賢司（小説家、テレビプロデューサー、文学部卒）
- 武田綾乃（小説家）
- 丹下健太（小説家）
- 鄭芝溶（韓国で有名な詩人）
- 鄭義信（脚本家・演出家、文学部中退）
- 塚本靑史（小説家）
- 筒井康隆（SF作家、文学部卒）
- デビット・ゾペティ（小説家、文学部卒）
- 寺井広樹（文筆家、実業家、経済学部卒）
- 時里二郎（詩人、文学部卒）
- 徳冨蘆花（小説家、英学校中退）
- 中村うさぎ（小説家、エッセイスト、文学部卒）
- 中西智明（ミステリ作家）
- 中丸明（紀行作家）
- 梨木香歩（児童文学作家）
- 楢崎勤（小説家、「新潮」編集長、中退）
- 秦恒平（小説家、東京工業大学名誉教授、文学部卒）
- 花山多佳子（歌人、文学部卒）
- 北条かや（文筆家、社会学部卒）
- 早瀬圭一（ノンフィクション作家）
- 花登筺（劇作家）
- ひこ・田中（児童文学作家）
- 百田尚樹（放送作家・小説家、法学部中退）
- 深津篤史（劇作家）
- 福本武久（作家、法学部卒）
- 藤岡陽子（小説家、文学部卒）
- 藤野可織（小説家、芥川賞受賞、文学部卒）
- 保阪正康（ノンフィクション作家、文学部卒）
- 前登志夫（歌人）
- 牧野圭祐（脚本家、音楽家、文学部卒）
- マキノノゾミ（劇作家、文学部卒）
- 増田晶文（作家、法学部卒）
- 松居直（児童文学家、元福音館書店社長）
- 松田青子（小説家、翻訳家、文学部卒）
- 真山仁（作家、法学部卒）
- 水上洋子（作家、文学部卒）
- 六塚光（ライトノベル作家）
- 山尾悠子（SF作家、文学部卒）
- 山本兼一（小説家、直木賞受賞、文学部卒）
- 尹東柱（詩人）
- 吉野一穂（少女小説作家、神学部卒）
- 吉野義子（俳人、中退）

### 芸術・文化
- 浅井敬壹（合唱指揮者、法学部卒）
- 池谷薫（映画監督、文学部卒）
- 池坊専永（華道家）
- 伊東恵司（合唱指揮者、作詞家、経済学部卒）
- 井上春生（映画監督、法学部卒）
- 大中寅二（作曲家、経済学部卒）
- 大野宏明（作曲家、編曲家、音楽プロデューサー）
- 岡村俊一（演出家、プロデューサー）
- 小濱明人（尺八奏者、文学部卒）
- 甲斐扶佐義（写真家、ほんやら洞店主）
- 片岡我當（歌舞伎役者、工学部卒）
- 桂雀喜（落語家）
- Cuvie（漫画家）
- 京建輔（作曲家、編曲家、クラリネット奏者、工学部卒）
- 日下部吉彦（音楽評論家・合唱指揮者、文学部卒）
- 黒木和雄（映画監督、法学部卒）
- 黒田アキ（画家）
- 小西通雄（映画監督、文学部卒）
- 沢島忠（映画監督・演出家、外専卒）
- 沢田ユキオ（漫画家、工学部卒）
- 重森弘淹（写真評論家、文学部卒）
- 笑福亭喬楽（落語家）
- 新保拓人（映像作家、ミュージックビデオ監督）
- 杉本晃佑（映像作家、アニメーター）
- 鈴木志保（漫画家、文学部卒）
- 千玄室（茶道裏千家第15代家元、旧法経学部卒）
- 千宗室（茶道裏千家第16代家元、文学部卒）
- 辰巳清（アミューズミュージアム館長、商学部卒）
- 東條政利（映画監督、文学部卒）
- 徳田拳士（将棋棋士、経済学部卒）
- 豊嶋三千春（能楽師）
- 西川伸司（漫画家、キャラクターデザイナー、中退）
- 西田直道（作曲家、法学部卒）
- 2代目森乃福郎（落語家）
- 日比野光鳳（書家、経済学部卒）
- 保富康午（作詞家）
- 前野博紀（華道家）
- マツセダイチ（漫画家）
- 間村俊一（装幀家、俳人）
- 三上真司（ゲームプロデューサー、バイオハザードシリーズ開発者）
- 室谷由紀（将棋女流棋士、中退）
- 山岡信貴（映画監督、工学部卒）
- 吉田康弘（映画監督）
- 横井軍平（テレビゲーム開発者、工学部卒）
- 米本明（指揮者、グローバル地域文化学部卒）

### 建築
- 野村正樹（建築家）

### 芸能
- 池﨑理人（アイドル「INI」）
- 和泉修（コメディアン）
- 井上博（シンガーソングライター、ベーシスト）
- 今吉めぐみ（タレント）
- 上田瞳（声優、政策学部卒）
- 大久保怜（タレント）
- 大脇拓平（お笑い芸人元「あしゅら」、文学部中退）
- 岡崎体育（歌手、シンガソングライター、文化情報学部卒）
- 岡林信康（フォークシンガー、神学部中退）
- 小川夏果（女優、垂水市観光大使）
- 沖田さとし（俳優、中退）
- 奥田達士（俳優）
- 越智友嗣（シンガーソングライター、元はしだのりひことシューベルツメンバー）
- カズレーザー（お笑い芸人「メイプル超合金」、商学部卒）
- 川上実津紀（歌手、作詞家、ラジオパーソナリティ）
- 北川智子（女優）
- 岸野一彦（俳優、声優）
- 楠瀬拓哉（バンド「Hysteric Blue」ドラマー）
- 小市慢太郎（俳優）
- 合田純奈（女優、元朝日新聞記者、法学部卒）
- 河野純喜（アイドルJO1）
- 小西のりゆき（俳優、演出家）
- 佐野元哉（俳優）
- 塩見三省（俳優）
- 塩見大治郎（歌手）
- 清水圭（コメディアン、商学部卒）
- JOJO広重（ノイズ演奏者「非常階段」、アルケミーレコード代表取締役社長）
- 吹田明日香（タレント、文学部卒）
- すぎもとみさき（女優、文学部卒）
- 諏訪雅（俳優）
- 粗品（お笑い芸人「霜降り明星」、文学部中退）
- 田実陽子（女優）
- 谷藤太（俳優）
- 種ともこ（シンガーソングライター）
- 田村高廣（俳優）
- チャック・ウィルソン（外国人タレント）
- 趙珉和（俳優）
- 氷置晋（シンガーソングライター）
- 永井"ホトケ"隆（歌手、ギタリスト）
- 中西保志（歌手）
- 永野宗典（俳優）
- 生瀬勝久（俳優、文学部卒）
- 七世一樹（俳優）
- 西川サスケ（作曲家「Wiggy」、バンド「犬も食わねぇよ。」ボーカル&ギター&ベース&キーボード）
- 二谷英明（俳優）
- 乃木涼介（俳優）
- 八巻アンナ（声優、文学部文化史学科卒）
- 花沢耕太（バンド「Chicago Poodle」、ヴォーカル・キーボード・作曲担当、経済学部卒）
- 浜村淳（タレント、映画評論家、文学部卒）
- 林彰太郎（俳優、経済学部中退）
- 林英世（女優）
- 原知佐子（女優）
- 藤本恵理子（ファッションモデル、女優、経済学部卒）
- 藤木悠（俳優）
- 東ブクロ（お笑い芸人「さらば青春の光」、文学部卒）
- 松田純一（作曲家）
- 松永天馬（バンド「アーバンギャルド」リーダー、ボーカル担当、神学部卒）
- みぶ真也（俳優、ナレーター、タレント、東久邇宮記念賞）
- みやなおこ（女優、元劇団そとばこまち）
- 宮脇“JOE”知史（44MAGNUM、ZIGGY、hide with Spread Beaver、ドラマー）
- みれいゆ（女優、経済学部卒）
- もえのあずき（アイドル、タレント）
- 森田直幸（俳優）
- 屋敷裕政（お笑い芸人「ニューヨーク」、文学部社会学科メディア学専攻卒）
- 柳川慶子（女優）
- 山口綾子（タレント、女流怪談師、社会学部メディア学科卒）
- 山崎和佳奈（声優、工学部卒）
- 山下平祐（舞台俳優、演出家、脚本家、城西国際大学兼任講師、法学部卒）
- 山下結穂（女優）
- ゆうき哲也（お笑い芸人、俳優）
- レイザーラモンHG（お笑い芸人「レイザーラモン」、商学部卒）

### マスコミ
- 阿武野勝彦（東海テレビ放送プロデューサー、文学部卒）
- 石丸次郎（ジャーナリスト/アジアプレス、文学部卒）
- 井上トシユキ（ジャーナリスト）
- 一ノ宮美成（ジャーナリスト）
- 今出東二（気象予報士、お天気キャスター）
- 岩崎俊一（コピーライター）
- 大富敬康（経済ジャーナリスト）
- 馬渕磨理子（経済アナリスト）
- 小川和久（軍事アナリスト、神学部中退）
- 喜多あおい（リサーチャー、文学部卒）
- 木村政雄（フリープロデューサー、文学部卒）
- 近藤真広（朝日放送テレビプロデューサー、文学部卒）
- 榊淳司（住宅ジャーナリスト）
- 志村和次郎（ビジネス書執筆、経営コンサルタント、法学部卒）
- 菅生新（経営コンサルタント、放送ジャーナリスト、法学部卒）
- 鈴木善貴（フジテレビジョン・テレビディレクター、演出家）
- 須藤泰司（東映プロデューサー、商学部卒）
- 瀬尾傑（ジャーナリスト、スマートニュースメディア研究所所長。スローニュース代表取締役）
- 高城幸司（ビジネス書執筆、セレブレイン社長、文学部卒）
- 玉置泰紀（KADOKAWAエグゼクティブプロデューサー、文学部卒）
- 徳富蘇峰（ジャーナリスト、英学校中退。のち専門学校令時代に政治経済学部委員長）
- 長倉洋海（フォトジャーナリスト、法学部卒）
- 長束恭行（スポーツライター、経済学部卒）
- 中村浩美（航空・宇宙ジャーナリスト、法学部卒）
- 西岡研介（ジャーナリスト、法学部卒）
- 堀雅哉（ディレクター、グルメレポーター、文学部卒）
- 山田厚史（朝日新聞編集委員）
- 山本泰夫（ジャーナリスト、産経新聞出版代表取締役社長）

### アナウンサー
- 糸賀舜（北海道放送アナウンサー、商学部卒）
- 藤澤達弥（北海道テレビ放送アナウンサー、元山口放送アナウンサー、法学部卒）
- 横井健一（元札幌テレビ放送アナウンサー）
- 山谷清和（元青森放送アナウンサー）
- 井上学（元IBC岩手放送アナウンサー）
- 新口絢子（元茨城放送アナウンサー）
- 山本健太（日本テレビアナウンサー）
- 宇垣美里（フリーアナウンサー、元TBSアナウンサー、政策学部卒）
- 吉村恵里子（TBSアナウンサー、経済学部卒）
- 川島淳（テレビ朝日アナウンサー、経済学部卒）
- 東中健（フジテレビアナウンサー）
- 四家秀治（フリーアナウンサー、元テレビ東京・RKB毎日放送アナウンサー、工学部卒）
- 伊藤敬子（元富山テレビ放送アナウンサー）
- 小西鼓子（チューリップテレビアナウンサー）
- 五百旗頭幸男（元チューリップテレビアナウンサー、 石川テレビディレクター）
- 薄田ジュリア（フリーアナウンサー、元石川テレビアナウンサー、社会学部卒）
- 弘松優衣（石川テレビアナウンサー）
- 木内亮（元石川テレビアナウンサー、サンテレビジョンキャスター）
- 土井悠平（フリーアナウンサー、元北陸放送・文化放送アナウンサー）
- 吉道さゆり（フリーアナウンサー、元テレビ金沢アナウンサー）
- 坂田茉世（福井放送アナウンサー）
- 塩見泰子（元福井放送アナウンサー、天気予報士）
- 吉崎仁康（フリーアナウンサー、元長野放送アナウンサー、法学部卒）
- 深沢弘樹（元山梨放送アナウンサー、駒澤大学准教授）
- 牧野克彦（静岡放送アナウンサー、商学部卒）
- 牧野結美（フリーアナウンサー、元静岡朝日テレビアナウンサー、政策学部卒）
- 森直美（静岡朝日テレビアナウンサー、政策学部卒）
- 石井亮次（フリーアナウンサー、元CBCテレビアナウンサー、文学部卒）
- 塩見啓一（CBCテレビアナウンサー）
- 田中優奈（CBCテレビアナウンサー）
- 友廣南実（CBCテレビアナウンサー）
- 高井一（東海テレビアナウンサー）
- 福島智之（東海テレビアナウンサー）
- 松井秀（名古屋テレビアナウンサー、文学部卒）
- 濱田隼平（中京テレビ放送アナウンサー、元山口朝日放送アナウンサー）
- 栗山朋子（元三重テレビ放送アナウンサー）
- 下登彩（元三重テレビ放送・宮崎放送アナウンサー）
- 坊農秀治（元三重テレビ放送アナウンサー兼記者）
- 海平和（KBS京都アナウンサー、経済学部卒）
- 竹内弘一（KBS京都アナウンサー兼記者）
- 森谷威夫（KBS京都アナウンサー、経済学部卒）
- 井上雅雄（毎日放送アナウンサー、法学部卒）
- 緒方憲吾（元毎日放送アナウンサー）
- 長井展光（元毎日放送アナウンサー）
- 中村香奈（元毎日放送アナウンサー）
- 西村麻子（毎日放送アナウンサー、商学部卒）
- 福本晋悟（毎日放送アナウンサー、政策学部卒）
- 松井昭憲（元毎日放送アナウンサー・専属パーソナリティ）
- 森本尚太（毎日放送アナウンサー）
- 八木早希（元毎日放送アナウンサー、文学部卒）
- 阿部成寿（元朝日放送アナウンサー、文学部卒）
- 大野聡美（元朝日放送アナウンサー、経済学部卒）
- 武周雄（元朝日放送アナウンサー）
- 塚本麻里衣（朝日放送アナウンサー、社会学部卒）
- 中村鋭一（フリーアナウンサー、元朝日放送アナウンサー、タレント、政治家、商学部卒）
- 八塚彩美（朝日放送アナウンサー）
- 片山三喜子（元関西テレビアナウンサー）
- 中谷しのぶ（読売テレビアナウンサー、文学部卒）
- 羽川英樹（フリーアナウンサー、元読売テレビ・山陽放送アナウンサー、文学部卒）
- 平松翔馬（読売テレビアナウンサー、法学部卒）
- 熨斗弓子（元奈良テレビアナウンサー、法学部卒）
- 瀬村奈月（フリーアナウンサー、元テレビ和歌山・テレビ神奈川アナウンサー、商学部卒）
- 朝倉浩之（元日本海テレビ放送・中国国際放送アナウンサー、法学部卒）
- 河野美知（元山陰中央テレビアナウンサー）
- 須田泰生（元山陰中央テレビジョン放送アナウンサー、経済学部卒）
- 今川菜緒（岡山放送アナウンサー、商学部卒）
- 木村英樹（テレビせとうちアナウンサー、経済学部卒）
- 土屋誠（広島ホームテレビアナウンサー）
- 西山穂乃加（テレビ新広島アナウンサー、社会学部卒）
- 三東美穂（元山口放送アナウンサー）
- 沖田総平（山口朝日放送アナウンサー）
- 久下真以子（フリーアナウンサー、元四国放送アナウンサー・元NHK札幌放送局契約キャスター）
- 寺島啓太（フリーアナウンサー、元四国放送・元文化放送アナウンサー、政策学部卒）
- 采野友啓（元西日本放送アナウンサー、同ラジオセンター長）
- 福吉貴文（テレビ愛媛アナウンサー、社会学部卒）
- 青木美奈実（南海放送アナウンサー）
- いわぶ見梨（元九州朝日放送アナウンサー）
- 阿部まみ（福岡放送アナウンサー）
- 古賀奈津子（元サガテレビアナウンサー）
- 鶴田麻貴子（元テレビ宮崎アナウンサー）
- 柳田哲志（テレビ宮崎アナウンサー）
- 前原信一（元沖縄テレビ放送アナウンサー・解説委員。定年退職後フリージャーナリスト、ウチナンチュ研究家。文学部卒）
- 加藤向陽（NHKアナウンサー）
- 中村淳平（NHKアナウンサー）
- 中尾友香（NHK契約キャスター）
- 伊藤友見（NHK契約キャスター）
- 松原敬生（元東海ラジオ放送アナウンサー）
- 古田彰満（ラジオ関西アナウンサー）
- 奥田博之（元ラジオ関西アナウンサー）
- ターザン山下（ラジオDJ、商学部卒）
- 赤崎加林（フリーアナウンサー、タレント）
- 真木ひろか（ラジオパーソナリティー、タレント）
- 去来川奈央（フリーアナウンサー）
- 落水七重（フリーアナウンサー）
- 末広まきこ（フリーアナウンサー、元参議院議員）
- 杉浦みずき（フリーアナウンサー、セント・フォース所属、商学部卒）
- 谷尻萌（フジテレビ系『めざましどようび』お天気キャスター、セント・フォース所属）
- 三谷純子（フリーアナウンサー）
- 廣岡まりあ（フリーアナウンサー、元ファッションモデル）
- 戸北美月（ウェザーニュース気象キャスター、心理学部卒）
- 松澤まゆ（気象予報士）

### スポーツ

#### 野球
- 青木勇人（元広島東洋カープ投手　3軍投手コーチ）
- 伊香輝男（元近鉄バファローズ外野手）
- 石井秋雄（元後楽園セネタース投手、中退）
- 石井智（アマチュア野球選手、元硬式野球部監督）
- 鵜飼克雄（元日本ハムファイターズ投手）
- 櫟信平（元大阪タイガース野手）
- 岡本利三（元名古屋軍、南海軍野手、中退）
- 片岡篤史（元阪神タイガース内野手、商学部卒）
- 国松彰（元読売ジャイアンツ外野手、実業家）
- 小林誠司（読売ジャイアンツ捕手）
- 笹本信二（元阪神タイガース捕手）
- 島田芳明（元近鉄バファローズ選手）
- 杉浦正則（アマチュア野球選手、日本生命硬式野球部監督、商学部卒）
- 染田賢作（元横浜ベイスターズ投手、経済学部卒）
- 田尾安志（元東北楽天ゴールデンイーグルス監督、文学部卒）
- 竹田助一（元阪急軍内野手）
- 高田勝生（元ライオン軍、南海軍監督）
- 蔦文也（徳島県立池田高等学校野球部元監督）
- 徳網茂（元阪神タイガース捕手）
- 富永嘉郎（元南海ホークス外野手・中退）
- 中本茂樹（元ヤクルトスワローズ投手）
- 橋詰文男（元東映フライヤーズ投手）
- 長谷部栄一（元大阪タイガース捕手）
- 東山玲士（オリックス・バファローズ投手）
- 久野剛司（元阪神タイガース投手）
- 平石洋介（元東北楽天ゴールデンイーグルス監督、外野手）
- 藤田和男（横浜DeNAベイスターズバッテリーコーチ）
- 細見和史（元プロ野球投手、横浜ベイスターズ）
- 松田訓（元社会人野球選手、元高校野球監督）
- 宮崎剛（元プロ野球選手、大洋ホエールズ監督）
- 宮本慎也（元東京ヤクルトスワローズ内野手、元日本プロ野球選手会会長、商学部卒）
- 宮本好宣（元日本ハムファイターズ投手）
- 山尾孝雄（元阪神タイガース外野手）
- 渡辺博之（元阪神タイガース選手、元同志社大学教授）
- 渡辺亮（元阪神タイガース投手）

#### サッカー
- 神田清雄（元日本代表）
- 今井敬三（元日本代表）
- 礒田由和（元アビスパ福岡）
- 小島伸幸（元日本代表）
- 小杉敏之（元名古屋グランパスエイト）
- 佐藤慶明（元日本代表、大阪産業大学サッカー部監督）
- 中西哲生（元川崎フロンターレ）
- 礒田由和（元アビスパ福岡）
- 家本政明（サッカー審判員、国際主審、経済学部卒）
- 前田信弘（元アルビレックス新潟）
- 財満博文（元京都パープルサンガ）
- 坂元要介（元サッカー選手、アルテリーヴォ和歌山監督)
- 吉田恵（V・ファーレン長崎コーチ）
- 川勝博康（京都サンガF.C.コーチ）
- 宮本恒靖（日本サッカー協会会長、元日本代表、ガンバ大阪元監督）
- 望月慎之（元京都パープルサンガ）
- 中村伸（元サガン鳥栖）
- 藤田聡（元ガンバ大阪）
- 太田裕和（元アルビレックス新潟）
- 朝比奈伸（元サガン鳥栖）
- 桜井啓（元ベガルタ仙台）
- 林佳祐（元ヴィッセル神戸）
- 橋田聡司（元カターレ富山）
- 田中淳也（元ジェフユナイテッド市原・千葉）
- 楠神順平（清水エスパルス）
- 安川有（松本山雅FC）
- 荒堀謙次（カマタマーレ讃岐）
- 三浦修（奈良クラブ）
- 高野純一（FC大阪）
- 吉村弦（AC長野パルセイロ）
- 林穂之香（日本女子代表、イングランド・ウェストハム・ユナイテッドFCウィメン）

#### ラグビー
- 石塚広治（元ラグビー選手、元近鉄）
- 宇薄岳央（ラグビー選手、東芝ブレイブルーパス）
- 大西将太郎（元ラグビー選手、豊田自動織機シャトルズ）
- 大八木淳史（元ラグビー選手、元神戸製鋼ラグビー部、商学部卒）
- 岡仁詩（元ラグビー選手、元同志社大学ラグビー部監督、経済学部卒）
- 君島良夫（ラグビー選手、日野自動車レッドドルフィンズ）
- 金野滋（元ラグビー選手、日本ラグビーフットボール協会会長、大英勲章）
- 小藪修（元ラグビー選手、元ラグビー日本代表監督、元新日鉄釜石監督）
- 坂田好弘（元ラグビー選手、大阪体育大学ラグビー部監督）
- 佐藤貴志（ラグビー選手、神戸製鋼コベルコスティーラーズ）
- 正面健司（ラグビー選手、トヨタ自動車ヴェルブリッツ）
- 仙波智裕（元ラグビー選手、東芝ブレイブルーパス）
- 平浩二（元ラグビー選手、サントリーサンゴリアス）
- 土田雅人（元ラグビー選手、サントリーサンゴリアスGM、日本ラグビーフットボール協会会長）
- 萩本光威（元ラグビー選手、ラグビーU-19日本代表監督、元神戸製鋼ラグビー部）
- 橋野皓介（ラグビー選手、キヤノンイーグルス）
- 林敏之（元ラグビー選手、元神戸製鋼コベルコスティーラーズ、日本代表、世界選抜、オックスフォード大学ベスト15、経済学部卒）
- 平尾誠二（元ラグビー選手、元神戸製鋼コベルコスティーラーズ監督、商学部卒・大学院総合政策科学研究科（修士課程）修了）
- 平尾剛（元ラグビー選手、元神戸製鋼コベルコスティーラーズ、日本代表）
- 宮地克実（元ラグビー選手、元ラグビー日本代表監督、三洋電機ワイルドナイツ元監督、）
- 宮本勝文（元ラグビー選手、三洋電機ワイルドナイツ元監督）
- 武藤規夫（元ラグビー選手、元神戸製鋼コベルコスティーラーズ）
- 望月雄太（ラグビー選手、東芝ブレイブルーパス）

#### フィギュアスケート
- 浅沼まり（元フィギュアスケート選手）
- 石田治子（元フィギュアスケート選手、グルノーブルオリンピック代表）
- 濱田美栄（フィギュアスケートコーチ）
- 小川れい子（元フィギュアスケート選手、フィギュアスケートコーチ）
- 西川大祐（元フィギュアスケート選手）
- 太田由希奈（元フィギュアスケート選手、フィギュアスケートコーチ）
- 木原万莉子（元フィギュアスケート選手）
- 友野一希（フィギュアスケート選手、2018年世界選手権5位、2022年世界選手権6位、2022年四大陸選手権銀メダル）
- 森口澄士（フィギュアスケート選手、ペア）
- 本田ルーカス剛史（フィギュアスケート選手、ペア）
- 森田真沙也（フィギュアスケート選手、アイスダンス）
- 中村俊介（フィギュアスケート選手）
- 吉田陽菜（フィギュアスケート選手）

#### スポーツその他
- 朝原宣治（元陸上競技短距離走選手、北京五輪男子400mリレー銅メダリスト、商学部卒、総合政策研究科在学）妻は奥野史子
- 足立真梨子（トライアスロン選手、ロンドン五輪日本代表）
- 我孫子智美（棒高跳び選手、ロンドン五輪日本代表）
- 阿部まみ（プロチアリーダー、政策学部卒）
- 荒川大輔（陸上競技走幅跳選手）
- 池江泰寿（日本中央競馬会調教師）
- 池端花奈恵（フェンシング選手、ロンドン五輪日本代表）
- 伊勢田愛（セーリング選手、リオデジャネイロ五輪日本代表）
- 伊藤奈美（NFLチアリーダー、政策学部卒）
- 今江克隆（バスプロ、法学部卒）
- 池端花奈恵（フェンシング選手、ロンドン五輪代表）
- 太田雄貴（フェンシング選手、北京五輪男子フルーレ銀メダリスト、商学部卒）
- 宇山賢（フェンシング選手、2020年東京五輪男子エペ団体金メダリスト）
- 大碇剛（大相撲力士、年寄・甲山）
- 岡崎愛子（アーチェリー選手、商学部卒）
- 奥野史子（スポーツキャスター、元アーティスティックスイミング選手、バルセロナ五輪銅メダリスト、商学部卒）
- 國米櫻（空手家、2020年東京五輪アメリカ代表）
- 琴藤沢和穂（大相撲力士、幕下・佐渡ヶ嶽部屋）
- 坂口正大（元日本中央競馬会調教師）
- サンダー杉山（元プロレスラー、実業家）
- 生源寺龍憲（プロゴルファー）
- 立花美哉（元アーティスティックスイミング選手、アトランタ五輪銅、シドニー・アテネ五輪銀メダリスト、商学部中退）
- 田中希実（陸上競技選手、2020年東京五輪女子1500m8位）
- 谷口徹（プロゴルファー、商学部卒）
- 土佐ノ海敏生（大相撲力士、最高位関脇、商学部卒）
- 西田吉洋（元サッカー選手、プロビリヤード選手）
- 沼田宏文（元バスケットボール選手）
- 早狩実紀（陸上競技中距離走・障害走選手、北京五輪女子3000m障害代表）
- 波当根弓彦（プロゴルファー）
- 林希菜（競泳選手、2022年世界水泳選手権日本代表）
- 梶本一花（競泳選手、2025年世界水泳選手権オープンウォータースイミング女子5km銅メダリスト）
- 林勇気（アーチェリー選手）
- 福益敏（ボート競技選手、メキシコシティ五輪代表）
- 藤ノ川祐兒（元大相撲幕内力士、東海学園大学准教授）
- 鮒子田寛（元レーシングドライバー、法学部）
- 牧浦充徳（日本中央競馬会調教師、馬術部）
- 松井優佳（ガールズケイリン選手）
- 松永鉄也（セーリング選手、北京五輪日本代表）
- 松元省一（元日本中央競馬会調教師）
- 道永宏（アーチェリー選手、1976年モントリオールオリンピック男子個人銀メダリスト）
- 宮地静香（クリケット選手、日本人初のプロ選手）[1]
- 村上直（バスケットボール選手）

### 出身者その他
- 有馬良橘（海軍軍人、海軍大将、英学校卒）
- KIYOSHI（ダンサー）
- 伊田光寛（コピーライター、コミュニケーションディレクター、スピーチライター）
- 坂本廣子（料理研究家、文学部卒）
- 酒井潤（投資家、YouTuber、神学部卒）
- 小林美登利 （ブラジルを中心に活動した教育家、牧師、剣道師範。サンパウロ日本人学校聖州義塾創立者。神学部卒）
- 留岡幸助（北海道家庭学校創立者、英学校卒）
- 福井達雨（止揚学園長、福祉執筆活動、神学部卒）
- ナナオ（YouTuber、法学部卒）
- 西園寺（YouTuber）
- 日野田直彦（教育者、文学部卒）
- 鷲尾龍華（尼僧・石山寺第53代座主、文学部卒）

## 同志社大学にゆかりのある人物
- 木戸孝允（新島襄に京都での学校設立を勧めた）
- 湯浅治郎（同志社社員）
- 大澤善助（同志社社員、理事）
- 児島惟謙（長男と甥を同志社英学校に通わせた）
- 大隈重信（同志社社友）
- 新渡戸稲造（同志社社友、理事）
- 大原孫三郎（同志社社友、山路愛山の蔵書を寄贈）
- 大久保利武（同志社社友）
- 吉野作造（嘱託講師）
- 賀川豊彦（同志社労働ミッションの形成に影響を及ぼした）
- 西村金三郎（同志社理事、岩倉校地の取得に尽力）
- 松山常次郎（同志社大学神学教育後援会理事長）
- ウィリアム・メレル・ヴォーリズ

## 関連書籍
- 同志社山脈編集委員会編 『同志社山脈』 晃洋書房、2003年
- 沖田行司編 『新編 同志社の思想家たち 上』 晃洋書房、2018年 ISBN 978-4-7710-3055-8
- 沖田行司編 『新編 同志社の思想家たち 下』 晃洋書房、2019年 ISBN 978-4-7710-3133-3